# Madiea Ghafoor
Madiea Ghafoor (née le 9 septembre 1992 à Amsterdam) est une ancienne athlète néerlandaise, spécialiste du 400 mètres.

## Biographie
Le 18 juillet 2018, elle porte son record personnel du 400 m à 51 s 12, proche du récent record national de Lisanne de Witte (50 s 96).
Le 18 juin 2019, elle est arrêtée à la frontière franco-allemande lors d'un contrôle routier de routine. Les douaniers trouvent dans le coffre de sa voiture plus de 50 kilos de drogues (méthamphétamine et ecstasy). Le 4 novembre, elle est condamnée par la justice allemande à 8 ans et demi de prison,. Cela met fin à sa carrière.

## Palmarès
| Date | Compétition                   | Lieu    | Résultat | Épreuve   | Temps         |
| ---- | ----------------------------- | ------- | -------- | --------- | ------------- |
| 2011 | Championnats d'Europe juniors | Tallinn | 3e       | 400 m     | 53 s 73       |
| 2011 | Championnats d'Europe juniors | Tallinn | 4e       | 4 x 400 m | 3 min 37 s 44 |
| 2013 | Championnats d'Europe espoirs | Tampere | 6e       | 400 m     | 52 s 52       |
| 2014 | Championnats d'Europe         | Zurich  | —        | 4 × 100 m | DNF           |
| 2017 | Relais mondiaux de l'IAAF     | Nassau  | 4e       | 4 x 100 m | 43 s 17       |
| 2017 | Championnats du monde         | Londres | 8e       | 4 x 100 m | séries        |
| 2018 | Championnats d'Europe         | Berlin  | 8e       | 400 m     | 51 s 57       |

## Records
| Épreuve | Épreuve   | Temps   | Lieu       | Date             |
| ------- | --------- | ------- | ---------- | ---------------- |
| 60 m    | Plein air | 7 s 25  | Amsterdam  | 30 décembre 2017 |
| 100 m   | Plein air | 11 s 42 | Oordegem   | 26 mai 2018      |
| 200 m   | Plein air | 23 s 16 | Berne      | 16 juin 2018     |
| 200 m   | En salle  | 24 s 02 | Stockholm  | 6 février 2014   |
| 400 m   | Plein air | 51 s 12 | Bellinzone | 18 juillet 2018  |
| 400 m   | En salle  | 52 s 21 | Apeldoorn  | 18 février 2018  |